# فریبرز گرامی

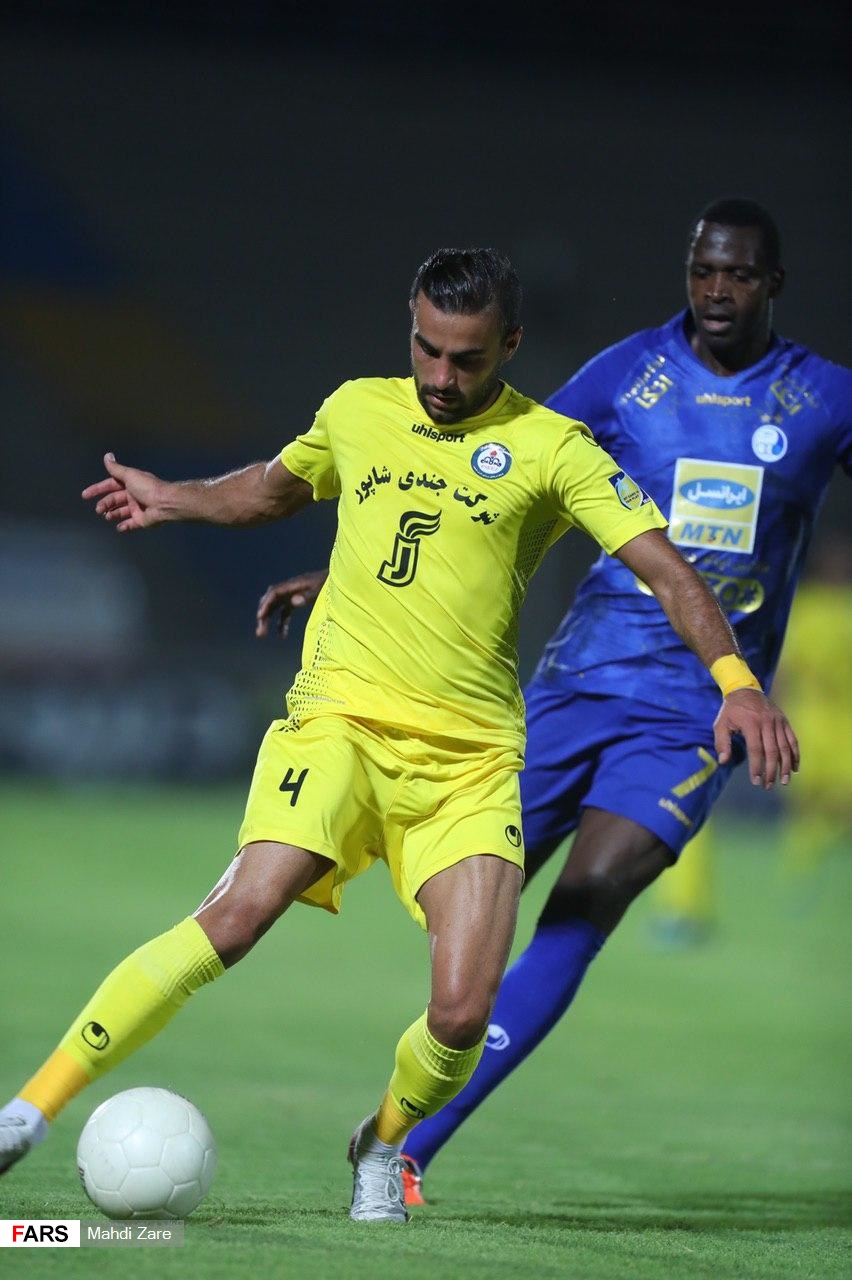
تصویری از شیخ دیاباته بازیکن استقلال و فریبرز گرامی بازیکن پارس جنوبی جم در بازی پارس جنوبی جم با استقلال در هفته ۲۳ لیگ برتر خلیج فارس

فریبرز گرامی (زادهٔ ۱۱ شهریور ۱۳۷۲ در ساری) بازیکن فوتبال است که در پست مدافع برای باشگاه فوتبال ذوب‌آهن  در لیگ برتر خلیج فارس بازی می‌کند.